# Glypta teres
Glypta teres là một loài tò vò trong họ Ichneumonidae.